# Louis Van Hege
Louis Van Hege (Uccle, 8 de maig de 1889 - Uccle, 24 de juny de 1975) fou un futbolista i corredor de bobsleigh belga de començament del segle xx.
El 1920 va prendre part en els Jocs Olímpics d'Anvers, on guanyà la medalla d'or en la competició de futbol. Pel que fa a clubs, defensà els colors del Royale Union Saint-Gilloise (1906-1910), l'AC Milan (1910 i 1915) i novament el Royale Union Saint-Gilloise (1919 i 1924). Amb la selecció nacional jugà 29 partits, en què marcà 11 gols.
El 1924, a París, disputà novament la competició de futbol, en què finalitzà en novena posició.
La seva darrera participació en uns Jocs Olímpics fou el 1932, quan disputà els Jocs Olímpics d'Hivern a Lake Placid. En ells va prendre part en la prova de bobsleigh a dos del programa de bobsleigh, on fou novè.